# Mormoops blainvillei
Mormoops blainvillei је врста сисара из реда слепих мишева и породице Mormoopidae. 

## Распрострањење
Врста има станиште у Доминиканској Републици, Доминици, Јамајци, Куби, Порторику и Хаитију.

## Станиште
Врста Mormoops blainvillei има станиште на копну.

## Угроженост
Ова врста није угрожена, и наведена је као последња брига јер има широко распрострањење.

### Популациони тренд
Популациони тренд је за ову врсту непознат.